# Julfa (quận)
Julfa (tiếng Azerbaijan:Culfa) là một quận thuộc Azerbaijan. Dân số thời điểm năm 2012 là 35896 người.
Julfa giáp với Armenia ở Đông Bắc và Iran ở phía Nam. Diện tích của nó là 1000 km2. Có 1 thành phố và 22 ngôi làng trong rayon này. Được thành lập vào năm 1930 và ban đầu được đặt tên là Abrakunus rayon, nó được gọi là Julfa rayon từ năm 1950. Thành phố Julfa là thủ đô của rayon. Tên, Jolfa/Julfa cũng được sử dụng cho một số khu vực ở nước láng giềng Iran.
Vào ngày 28 tháng 11 năm 2014, theo sắc lệnh của Tổng thống Cộng hòa Azerbaijan, các làng Nahajir và Goynuk của Julfa Rayon đã bị giải thể và đưa vào vào lãnh thổ của Babek Rayon.